# クオン (出版社)
株式会社クオン（英文名称：CUON inc.）は、東京都千代田区を拠点とする日本の出版社。韓国の作家による小説や詩集、ノンフィクション作品の翻訳書を出版している。

## 概要
日本の広告代理店での勤務経歴のある代表の金承福（キム・スンボク）が、「韓国の本を日本に紹介」することを目的に2007年に創業。韓国文学の出版仲介業を経て、2011年に叢書『新しい韓国の文学』の出版を開始。第1作となる『菜食主義者』（ハン・ガン著）は、朝日新聞をはじめとする大手新聞の書評で紹介され、2016年に同書がイギリス・ブッカー国際賞を受賞したことにより大きな話題を呼んだ。2015年7月には、韓国書籍専門書店「チェッコリ」をオープンし、同書店でのイベントも開催している。また、ECサイト「CHEKCCORI BOOK HOUSE」（チェッコリブックハウス）の運営も行っている他、2020年より記事配信サイトnoteにてウェブマガジン「クオンの本のたね」を配信している。

## 沿革
- 2007年7月：金承福により創業。当初の本社所在地は東京都中央区月島[14]。
- 2011年：叢書『新しい韓国の文学』出版開始。同年、代表取締役の金が「K-BOOK振興会」を発足[15][16]。
- 2014年：叢書『クオン人文・社会シリーズ』出版開始。
- 2015年7月：本社を現在の千代田区神田神保町に移転。同地に書店「チェッコリ」をオープン[17]。同年、叢書『日韓同時代人の対話シリーズ』出版開始。
- 2016年11月：小説『土地』（朴景利著）の完訳版の出版を開始。2024年までに全20巻を刊行[18][19]。
- 2018年：叢書『韓国文学ショートショート きむふなセレクション』出版開始。
- 2019年：叢書『CUON韓国文学の名作』出版開始。
- 2020年：noteにてウェブマガジン「クオンの本のたね」配信開始。同年、叢書『K-BOOK PASS』出版開始。
- 2022年：叢書『セレクション韓・詩』出版開始。

## 主な刊行物
同社サイト内の書籍情報を参照。

### 韓国文学
- 新しい韓国の文学
  - ハン・ガン『菜食主義者』（きむふな 訳、2011年4月、ISBN 978-4-904855-02-7）
  - キム・ジュンヒョク『楽器たちの図書館』（波田野節子/吉原育子 訳、2011年11月、ISBN 978-4-904855-04-1）
  - ク・ヒョソ『長崎パパ』（尹英淑/YY翻訳会 訳、2012年3月、ISBN 978-4-904855-05-8）
  - シン・ギョンニム『ラクダに乗って』（吉川凪 訳 2012年5月、ISBN 978-4-904855-13-3）※詩集
  - パク・ソンウォン『都市は何によってできているのか』（吉川凪 訳、2012年10月、ISBN 978-4-904855-15-7）
  - キム・オンス『設計者』（オ・スンヨン 訳、2013年4月、ISBN 978-4-904855-16-4）
  - キム・エラン『どきどき僕の人生』（きむふな 訳、2013年7月、ISBN 978-4-904855-17-1）
  - ウン・ヒギョン『美しさが僕をさげすむ』（呉永雅 訳、2013年12月、ISBN 978-4-904855-19-5）
  - ホ・ヒョンマン『耳を葬る』（吉川凪 訳、2014年1月、ISBN 978-4-904855-20-1）
  - キム・ヨンス『世界の果て、彼女』（呉永雅 訳、2014年3月、ISBN 978-4-904855-21-8）
  - ファン・インスク『野良猫姫』（生田美保 訳、2014年10月、ISBN 978-4-904855-25-6）
  - パク・ミンギュ『亡き王女のためのパヴァーヌ』（吉原育子 訳、2015年4月、ISBN 978-4-904855-29-4）
  - チョン・セラン『アンダー、サンダー、テンダー』（吉川凪訳、2015年6月、ISBN 978-4-904855-31-7）
  - キム・ヨンス『ワンダーボーイ』（きむふな 訳、2016年5月、ISBN 978-4-904855-38-6）
  - ハン・ガン『少年が来る』（井手俊作 訳、2016年10月、ISBN 978-4-904855-40-9）
  - ピョン・ヘヨン『アオイガーデン』（きむふな 訳、2017年6月、ISBN 978-4-904855-68-3）
  - キム・ヨンハ『殺人者の記憶法』（吉川凪 訳、2017年10月、ISBN 978-4-904855-64-5）
  - ハン・ガン『そっと 静かに』（古川綾子 訳、2018年6月、ISBN 978-4-904855-70-6）※エッセイ
  - チェ・ウニョン『ショウコの微笑』（吉川凪 監修、牧野美加ほか 訳 2018年12月、ISBN 978-4-904855-81-2）
  - 金薫『黒山』（戸田郁子 訳、2020年2月、ISBN 978-4-904855-92-8）
  - 金惠順『死の自叙伝』（吉川凪 訳、2021年1月、ISBN 978-4-910214-21-4）※詩集
  - 黄晳暎『たそがれ』（姜信子/趙倫子 訳、2021年6月、ISBN 978-4-910214-22-1）
  - シン・ギョンスク『オルガンのあった場所』（きむふな 訳、2021年11月、ISBN 978-4-910214-24-5）

- 韓国文学ショートショート きむふなセレクション
  - チョン・ミギョン『夜よ、ひらけ』（きむふな 訳、2018年10月、ISBN 978-4-904855-76-8）
  - チョ・ギョンナン『風船を買った』（呉永雅 訳、2018年10月、ISBN 978-4-904855-77-5）
  - チョン・ソンテ『遠足』（小山内園子 訳、2018年10月、ISBN 978-4-904855-78-2）
  - ハ・ソンナン『あの夏の修辞法』（牧瀬暁子 訳、2018年10月、ISBN 978-4-904855-79-9）
  - イ・ギホ『原州通信』（清水知佐子 訳、2018年10月、ISBN 978-4-904855-80-5）
  - チョン・ヨンジュン『宣陵散策』（藤田麗子 訳、2019年10月、ISBN 978-4-904855-90-4）
  - ペク・スリン『静かな事件』（李聖和 訳、2019年10月、ISBN 978-4-904855-91-1）
  - コン・ソノク『私の生のアリバイ』（カン・バンファ訳、2020年4月、ISBN 978-4-904855-96-6）
  - イ・ジャンウク『私たち皆のチョン・グィボ』（五十嵐真希 訳、2020年4月、ISBN 978-4-904855-97-3）
  - パン・ヒョンソク『サパにて』（きむふな 訳、2020年4月、ISBN 978-4-904855-98-0）
  - ユン・イヒョン『ダニー』（佐藤美雪 訳、2020年7月、ISBN 978-4-910214-09-2）
  - 朴範信『うさぎと潜水艦』（齋藤日奈 訳、2020年7月、ISBN 978-4-910214-10-8）
  - チェ・ユン『ハナコはいない』（朴澤蓉子 訳、2021年7月、ISBN 978-4-910214-26-9）
  - ユン・ソンヒ『ある夜』（金憲子 訳、2021年7月、ISBN 978-4-910214-27-6）
  - キム・ヨンス『ニューヨーク製菓店』（崔真碩 訳、2021年12月、ISBN 978-4-910214-33-7）
  - ユン・フミョン『白い船』（東峰直子 訳、2022年4月、ISBN 978-4-910214-35-1）
  - ファン・モガ『モーメント・アーケード』（廣岡孝弥 訳、2022年4月、ISBN 978-4-910214-36-8）
  - 金薫『火葬』（柳美佐 訳、2023年4月、ISBN 978-4-910214-46-7）
  - チャン・ウンジン『僕のルーマニア語の授業』（須見春奈 訳、2023年4月、ISBN 978-4-910214-47-4）
  - キム・ギョンウク『スプレー』（田野倉佐和子 訳、2023年10月、ISBN 978-4-910214-57-3）
  - 全商国『偶像の涙』（金子博昭 訳、2024年11月、ISBN 978-4-910214-66-5）
  - ソン・ジヒョン『夏にあたしたちが食べるもの』（金子博昭 訳、2024年11月、ISBN 978-4-910214-67-2）

- CUON韓国文学の名作
  - 崔仁勲『広場』(吉川凪 訳、2019年9月、ISBN 978-4-904855-83-6)
  - 呉圭原『呉圭原詩選集 私の頭の中まで入ってきた泥棒』（吉川凪 訳、2020年3月、ISBN 978-4-904855-99-7）
  - 李清俊『うわさの壁』（吉川凪 訳、2020年10月、ISBN 978-4-910214-12-2）
  - 鄭芝溶『鄭芝溶詩選集 むくいぬ』（吉川凪 訳、2021年10月、ISBN 978-4-910214-32-0）
  - 金原一『深い中庭のある家』（吉川凪 訳、2022年11月、ISBN 978-4-910214-40-5）
  - 呉貞姫『幼年の庭』（清水知佐子 訳、2024年3月、ISBN 978-4-910214-51-1）

- 朴景利『完全版 土地』（金正出 監修、吉川凪/清水知佐子 訳、2016年11月 - 2024年10月、全20巻）
- クォン・ジエほか『ワタリガニの墓 韓国現代短編選』（金明順 訳、2021年4月、ISBN 978-4-910214-23-8)

### 日本語文学
- 金石範『満月の下の赤い海』（2022年7月、ISBN 978-4-910214-37-5)
- 金石範『新編 鴉の死』（2022年12月、ISBN 978-4-910214-42-9)

### 詩
- セレクション韓・詩
  - ハン・ガン『引き出しに夕方をしまっておいた』（きむふな/斎藤真理子 訳、2022年6月、ISBN 978-4-910214-28-3）
  - オ・ウン（朝鮮語版）『僕には名前があった』（吉川凪 訳、2023年5月、ISBN 978-4-910214-45-0）
  - キム・ソヨン（朝鮮語版）『数学者の朝』（姜信子 訳、2023年11月、ISBN 978-4-910214-50-4）
  - パク・ジュン（朝鮮語版）『泣いたって変わることは何もないだろうけれど』（趙倫子 訳、2024年6月、ISBN 978-4-910214-54-2）
  - チャン・ソク『チャン・ソク詩選集　ぬしはひとの道をゆくな』（戸田郁子 訳、2024年10月、ISBN 978-4-910214-31-3）
- 『地球にステイ！ 多国籍アンソロジー詩集』（四元康祐 編、岡野要ほか 訳、2020年9月、ISBN 978-4-910214-63-4）
- 『月の光がクジラの背中を洗うとき 48カ国108名の詩人によるパンデミック時代の連歌』（イオアナ・モルプルゴ 編、四元康祐/吉川凪 訳、2022年2月、ISBN 978-4-910214-31-3）

### エッセイ・ノンフィクション
- ウ・ソックン『降りられない船 セウォル号沈没事故から見た韓国』（古川綾子 訳、2014年10月、ISBN 978-4-904855-26-3）
- 徐明淑『オルレ —道をつなぐ』（姜信子/牧野美加 訳、2020年9月、ISBN 978-4-910214-11-5）
- ハン・ミファ『韓国の「街の本屋」の生存探究』（石橋毅史 解説、渡辺麻土香 訳、2022年5月、ISBN 978-4-910214-34-4）
- ヤン・ヨンヒ『カメラを止めて書きます』（2023年4月、ISBN 978-4-910214-49-8）
- 鄭麟永『道がなければ道を切り拓きつつ行く』（金正出 監修、吉川凪 訳、2023年6月、ISBN 978-4-910214-55-9）
- ロバート・ファウザー『僕はなぜ一生外国語を学ぶのか』（稲川右樹 訳、2023年11月、ISBN 978-4-910214-53-5）
- ハン・ミジャ『生まれ変わっても化粧品だ アモーレパシフィック創業者・徐成煥ストーリー』（姜泰雄 監修、バーチ美和 訳、2024年7月、ISBN 978-4-910214-58-0）

### 人文書
- クオン人文・社会シリーズ
  - 五十嵐 暁郎ほか『再生する都市空間と市民参画 ―日中韓の比較研究から』（2014年4月、ISBN 978-4-904855-22-5）
  - 『朝鮮の女性(1392‐1945) ―身体、言語、心性』（金賢珠ほか 編、2016年3月、ISBN 978-4-904855-36-2）
  - 金暻和『ケータイの文化人類学 ―かくれた次元と日常性』（2016年2月、ISBN 978-4-904855-37-9）
  - 廉宗淳『「ものづくり」を変えるITの「ものがたり」 ―日本の産業、教育、医療、行政の未来を考える』（2016年8月、ISBN 978-4-904855-39-3）
  - 姜仁淑『韓国の自然主義文学 ―韓日仏の比較研究から』（小山内園子 訳、2017年5月 ISBN 978-4-904855-63-8）
  - 崔禎鎬『韓国の文化遺産巡礼』（舘野晳 訳、2018年8月、ISBN 978-4-904855-66-9）
  - マーク・カプリオ『植民地朝鮮における日本の同化政策 1910～1945年』（福井昌子 訳、2019年6月、ISBN 978-4-904855-87-4）
  - ユ・ガンハ『美、その不滅の物語 ―韓国・中国に美しき伝説を訪ねて』（水谷幸恵ほか 訳、2020年6月、ISBN 978-4-910214-00-9）
  - パク・ソンヒ『日・中・韓伝統インテリア ―四合院、書院造、班家韓屋の装飾と美』（吉川凪 訳、2020年6月、ISBN 978-4-910214-01-6）
  - ソ・ウンミ『緑茶耽美 日・中・韓 茶文化の美』（瀧澤織衣 訳、2022年8月、ISBN 9784910214306）
  - パク・ウニョン『風景から見た東アジア庭園の美 ―詩的風景と絵画的風景』（姜信子 監訳、申樹浩 訳、2023年8月、ISBN 9784910214290）
  - アジアの美探検隊 『「パラサイト 半地下の家族」を見る七つの視線』（廣岡孝弥 訳、2024年4月、ISBN 978-4-910214-61-0）
  - キム・ヨンフン『美を感じる』（砂上麻子・伊賀山直樹・村山哲也 訳、2024年12月、ISBN 978-4-910214-60-3）

- 知のフォーラム
  - 『韓国・朝鮮の知を読む』（野間秀樹 編、2014年2月、ISBN 978-4-904855-18-8）
  - 『韓国・朝鮮の美を読む』（野間秀樹/白永瑞 編、2021年3月、ISBN 978-4-910214-19-1）

### その他
- K-BOOK PASS
  - チャン・リュジン『仕事の喜びと哀しみ』（牧野美加 訳、2020年12月、ISBN 978-4-910214-15-3）
  - シン・ギョンスク『月に聞かせたい話』（村山俊夫 訳、2021年1月、ISBN 978-4-904855-65-2）
  - ヨジョ『とにかく、トッポッキ』（澤田今日子 訳、2021年3月、ISBN 978-4-910214-18-4）
  - キム・ウォニョン『希望ではなく欲望 ―閉じ込められていた世界を飛び出す』（牧野美加 訳、2022年11月、ISBN 978-4-910214-39-9）
  - チョン・ソヨン『#発言する女性として生きるということ』（李聖和 訳、2023年3月、ISBN 978-4-910214-44-3）
  - ユ・ヒョンジュン『空間の未来』（オ・スンヨン 訳、2023年10月、ISBN 978-4-910214-48-1）
  - 成川彩『映画に導かれて暮らす韓国—違いを見つめ、楽しむ50のエッセイ』（2024年10月、ISBN 978-4-910214-52-8）

- 日韓同時代人の対話シリーズ
  - 谷川俊太郎、シン・ギョンニム『酔うために飲むのではないからマッコリはゆっくり味わう』（吉川凪 訳、2015年3月、ISBN 978-4-904855-28-7）
  - 佐野洋子、崔禎鎬『親愛なるミスタ崔 隣の国の友への手紙』（2017年3月、ISBN 978-4-904855-67-6）
  - 朝井リョウ、アン・ギヒョンほか『今、何かを表そうとしている10人の日本と韓国の若手対談』（桑畑優香 訳、2018年3月、ISBN 978-4-904855-74-4）

- インタビューシリーズ
  - イ・ギホほか『韓国の小説家たちⅠ』（呉永雅ほか 訳、2020年10月、ISBN 978-4-910214-02-3）
  - キム・グミほか『韓国の小説家たちⅡ』（呉永雅ほか 訳、2021年1月、ISBN 978-4-910214-03-0）
  - イ・ジンスン『韓国の今を映す、12人の輝く瞬間』（伊東順子 訳、2024年5月、ISBN 978-4-910214-59-7）
  - ハンギョレ21、シネ21『韓国ドラマを深く面白くする22人の脚本家たち：「梨泰院クラス」から「私の解放日誌」まで』（岡崎暢子 訳、2024年7月、ISBN 978-4-910214-62-7）